# Reza Haghighi
Reza Haghighi (persisch رضا حقیقی; * 1. Februar 1989 in Maschad) ist ein ehemaliger iranischer Fußballspieler.

## Karriere

### Klub
Er begann seine Karriere bei Payam Toos und wechselte zur Saison 2006/07 von der U21 hier fest in die erste Mannschaft. Zur Saison 2009/10 verließ er seinen Jugendverein und schloss sich Fajr Sepasi an. Von hier ging es nach etwas mehr als drei Jahren für eine Ablöse von 250.000 € zum FC Persepolis. Nach zwei weiteren Jahren ging es weiter zu Padideh, wo er nach einem halben Jahr aber im Sommer 2015 weiter zu Saba Battery wechselte und anschließend im September desselben Jahres Vertragslos wurde.
Nach einigen Monaten verschlug es ihn im Januar 2016 nach Thailand, wo er beim Suphanburi FC einen Vertrag unterschrieb; dieser endete aber bereits wieder Mitte Februar. Nun war er erneut ohne Klub und kam zurück im Iran ab Oktober 2016 wieder bei Padideh zu einem Vertrag. Dieser lief aber ebenfalls nur bis zum Ende der aktuellen Saison und so stand er wieder ohne Klub da. Von Dezember 2017 bis zum Ende der Spielzeit 2017/18 spielte er für Shahrdari Mahshahr und beendete danach seine Karriere.

### Nationalmannschaft
Sein Debüt für die iranische A-Nationalmannschaft hatte er am 5. Juli 2009 bei einem 1:1-Freundschaftsspiel gegen Botswana. Bis zu seinem nächsten Einsatz dauerte es aber noch einmal fast drei Jahre und ab Februar 2012 kam er im laufenden Jahr zu zwei weiteren Einsätzen. Im Jahr 2013 kam er nebst dem Jahr 2014 auch in der Qualifikation für die Asienmeisterschaft 2015 zum Einsatz. Abschließend stand er auch im Kader der Mannschaft bei der WM-Endrunde 2014 und kam auch bei der 0:1-Niederlage gegen Argentinien ab der 88. Minute zum Einsatz. Dies war dann auch sein letzter Einsatz.